# Ariarathes V av Kappadokien
Ariarathes V av Kappadokien, död 130 f. Kr., var regerande kung av Kappadokien mellan 163 f. Kr. och 130 f. Kr.